# КиберЛенинка
Ки́берЛе́нинка — российская научная электронная библиотека, построенная на концепции открытой науки. Проект направлен на распространение знаний по модели открытого доступа, обеспечивая бесплатный оперативный полнотекстовый доступ к научным публикациям, которые в зависимости от договоренностей с правообладателем размещаются по открытой лицензии Creative Commons Attribution (CC BY). Входит в пятёрку открытых архивов мира (по данным Webometrics), крупнейший легальный научно-образовательный ресурс рунета (по данным LiveInternet и Rambler’s Top100).

## История

Логотип открытого доступа, первоначально разработанный Public Library of Science

Основателями «КиберЛенинки» стали выпускники МГУ и МИФИ Дмитрий Семячкин, Михаил Сергеев и Евгений Кисляк. Электронная библиотека создавалась как попытка решить острую проблему ограниченного доступа к широкому массиву научных публикаций российских ученых. По словам Дмитрия Семячкина:

Когда я учился в аспирантуре, мне требовались научные статьи для моих исследований, но что-то было совсем нельзя найти, что-то было доступно за плату. При этом платная подписка на научные архивы ещё не была распространена — у моего института подписок не было. Тогда и возникла ещё не оформившаяся идея.
Потом я занялся бизнесом, который мы вели совместно с моим партнёром. Мы работали с рядом крупных библиотек, именно в этот период я познакомился с библиотечной средой. И только спустя время появилась мысль об электронной научной библиотеке со свободным доступом.
«КиберЛенинка» родилась в кафе. Мы встретились с друзьями с Михаилом Сергеевым и Евгением Кисляком и поняли, что у нас есть время, чтобы создать что-то полезное.

Название проекта является отсылкой к неофициальному названию Российской государственной библиотеки, которая до 1992 года именовалась Государственной библиотекой СССР имени В. И. Ленина.
Проект был запущен первого сентября 2012 года с 20 000 научных статей из 40 научных журналов. Особенностью «КиберЛенинки» стало то, что все статьи были выложены легально — с каждым издателем был заключён лицензионный договор.
В сентябре 2013 года сайт вошёл в топ-50 (47-е место) мировых электронных библиотек и в топ-5 (5-е место) мировых электронных библиотек по степени видимости материалов в Google Scholar (по данным Webometrics, раздел Ranking Web of Repositories). Проект присоединился к OCLC WorldCat, The Directory of OpenAccess Repositories (OpenDOAR).
В ноябре 2013 года «КиберЛенинка» вступила в международную профессиональную ассоциацию euroCRIS (European Current Research Information Systems). Тогда же проект присоединился к RePEc (Research Papers in Economics).
В декабре 2013 года «КиберЛенинка» вступила в рабочую группу по открытой науке (Open Science Working Group) в объединении Open Knowledge Foundation (OKFN) Russia.
В январе 2015 года авторами проекта была основана негосударственная, некоммерческая организация «Ассоциация учёных и научных организаций по содействию повышения открытости научных знаний „Открытая наука“». Основная цель — развитие и популяризация концепции открытой науки. Основывается на принципе открытости и равной доступности научных знаний и культурных ценностей, действует с целью развития научной коммуникации и формирования инфраструктуры открытой науки.
В апреле 2015 года «КиберЛенинка» была официально признана некоммерческой организацией Creative Commons и размещена в разделе «Наука».
В августе 2015 года сайт вошел в тройку мировых электронных библиотек по степени видимости материалов в Google Scholar (по данным Webometrics, раздел Ranking Web of Repositories). Тогда же благодаря передаче крупнейшему европейскому репозиторию OpenAIRE данных о содержащихся в библиотеке статьях Россия стала лидером среди европейских стран по количеству статей, опубликованных в открытом доступе.
В феврале 2016 года сайт вошёл в десятку открытых архивов мира (по данным Webometrics, раздел Ranking Web of Repositories).
В марте 2016 года Центральный экономико-математический институт РАН по заказу Фонда развития интернет-инициатив (ФРИИ) представил отчет о научно-исследовательской работе по теме «Разработка стратегии проекта „Общественное достояние“ и оценка экономического эффекта её реализации», в котором эксперты ЦЭМИ РАН дали свою оценку крупнейшему российскому библиотечному проекту Национальная электронная библиотека и сравнили его с «КиберЛенинкой». Отчет вызвал широкий резонанс в интернете, а его результаты были поставлены под сомнение библиотечным сообществом.
В апреле 2016 года в докладе ЮНЕСКО, посвящённом открытому образованию в России, «КиберЛенинка» была приведена как успешный пример использования открытых лицензий в сфере науки и образования. Тогда же «КиберЛенинка» подписала договор с EBSCO, благодаря чему все статьи и журналы из библиотеки стали экспортироваться в базы данных Discovery Service и A-to-Z, а Минобрнауки России поддержало предложение Ассоциации «Открытая наука» об учёте статистики «КиберЛенинки» при оценке результативности деятельности научных организаций..
В июле 2016 года Google Scholar в сотрудничестве с «КиберЛенинкой» запустил рейтинг научных изданий на русском языке Google Scholar Metrics.
В сентябре 2016 года Международная информационная группа «Интерфакс» и Ассоциация «Открытая наука» заключили соглашение об информационном взаимодействии в сфере обеспечения открытости информации о научной деятельности в России.
В августе 2017 года структуры миллиардера Игоря Рыбакова приобрели 25 % долей в проекте «КиберЛенинка» (ООО «Итеос») за 30 млн руб. Оставшиеся 75 % компании сохранили за собой основатели..
В июле 2018 года КиберЛенинка стала четвёртым открытым архивом мира (по данным Webometrics, раздел Ranking Web of Repositories), опередив такие проекты как ArXiv.org и Academia.edu.
В октябре 2018 года КиберЛенинка вышла на международный уровень, запустив агрегатор научных публикаций по всем областям знаний из ведущих международных журналов, находящихся в открытом доступе cyberleninka.org. Ресурс стартовал с 960 тыс. научных публикаций, распространяемых под открытыми лицензиями Creative Commons.

## Фонды и посещаемость
За 2023 год «КиберЛенинку» посетили 81 млн человек, которые просмотрели 386 млн научных статей из 3400 научных изданий, в том числе издаваемых федеральными университетами МГУ им. М. В. Ломоносова, СПбГУ и ведущими вузами из Проекта 5-100 (Высшая школа экономики, Томский государственный университет и др.). Каждый пользователь провел на сайте в среднем 3 минуты.
Динамика роста фондов и посещаемости представлена в таблице.
| Период        | Журналы, шт. | Статьи, шт. | Месячная аудитория, чел. |
| ------------- | ------------ | ----------- | ------------------------ |
| сентябрь 2012 | 40           | 20 000      | 0                        |
| апрель 2013   | 100          | 50 000      | 500 000                  |
| январь 2014   | 300          | 135 000     | 1 500 000                |
| декабрь 2014  | 500          | 400 000     | 2 000 000                |
| май 2016      | 1000         | 950 000     | 2 500 000                |
| март 2017     | 1200         | 1 200 000   | 3 000 000                |
| май 2018      | 1600         | 1 500 000   | 3 500 000                |
| декабрь 2018  | 1750         | 1 650 000   | 4 000 000                |
| январь 2020   | 2150         | 2 000 000   | 5 000 000                |
| декабрь 2020  | 2500         | 2 350 000   | 6 000 000                |
| январь 2024   | 3400         | 3 150 000   | 7 000 000                |

## Награды
- Лауреат VI Всероссийской премии «За верность науке» в номинации «Лучший онлайн-проект о науке»[23].
- Лауреат второго Всероссийского конкурса для разработчиков мобильных приложений и электронных сервисов «Открытые данные Российской Федерации»[24].
- Лауреат Национальной премии в области развития общественных связей «Серебряный Лучник» (2015, специальный приз) в номинации «Лучший проект в области международных коммуникаций».
- Лауреат премии «Серебряный Лучник»-США 2015 в номинации «Технологии будущего» за проведенную кампанию «Международное продвижение результатов российских научных исследований»[25].
- Лауреат Вики-премии 2015[26] в номинации «Свободные знания» за продвижение идей открытой науки, агрегацию и систематизацию множества научных статей, распространяемых под свободными лицензиями.
- Лауреат Премии Рунета 2014 в номинации «Наука и образование»[27].
- Лауреат конкурса «ВКонтакте» «Лучший стартап 2014 года» в рамках Start Fellows[28].
- Лауреат конкурса мобильных и веб-приложений на основе открытых данных API Challenge 2013 в номинации «Москва образовательная»[29].
- Лауреат открытого конкурса инновационных гражданских проектов в сфере Web-разработок Apps4Russia 2013 в номинации «Открытая страна»[30].

### Научные статьи
- Инфраструктура открытой науки Архивная копия от 20 апреля 2018 на Wayback Machine — Университетская книга, сентябрь 2017 года
- Открытый доступ как нативная реклама научного журнала Архивная копия от 28 апреля 2018 на Wayback Machine — Университетская книга, сентябрь 2016 года
- CyberLeninka as a part of Russian Open Science infrastructure Архивная копия от 15 сентября 2016 на Wayback Machine — The CERN Workshop on Innovations in Scholarly Communication (OAI9) (2015)
- Возможные пути развития открытой науки в России Архивная копия от 20 апреля 2018 на Wayback Machine — Научная периодика: проблемы и решения, № 2, 2015 год
- CyberLeninka: Open Access and CRIS trends leading to Open Science in Russia Архивная копия от 24 сентября 2015 на Wayback Machine — Procedia Computer Science (2014), pp. 136–139 DOI information: 10.1016/j.procs.2014.06.022.
- Открытый доступ к науке: мифы и реальность Архивная копия от 20 апреля 2018 на Wayback Machine — Университетская книга, апрель 2014 года
- Научные электронные библиотеки: актуальные задачи и современные пути их решения Архивная копия от 28 апреля 2018 на Wayback Machine — Научная периодика: проблемы и решения, № 2, 2013 г.

### В СМИ
- «КиберЛенинка»: в ожидании пересборки Архивная копия от 12 февраля 2019 на Wayback Machine — Университетская книга, январь-февраль 2019 года, сс. 60-63
- «КиберЛенинка» готовит интернационал Архивная копия от 13 октября 2018 на Wayback Machine — Коммерсантъ, 1 октября 2018 года
- «КиберЛенинка» заняла пятое место среди открытых научных библиотек мира Архивная копия от 31 июля 2018 на Wayback Machine — Индикатор, 12 июля 2018 года
- Крупнейшая онлайн-библиотека России запустит единую цифровую платформу для создания знаний Архивная копия от 10 июля 2018 на Wayback Machine — ТАСС, 12 апреля 2018 года
- «КиберЛенинка»: сделать науку популярнее и заработать на этом Архивная копия от 1 октября 2017 на Wayback Machine — Inc. Russia, 25 сентября 2017 года
- «Интерфакс» и «Открытая наука» договорились о сотрудничестве в оценке научной деятельности Архивная копия от 22 сентября 2016 на Wayback Machine — Интерфакс, 21 сентября 2016 года
- Русскоязычные научные журналы вошли в проект Google Scholar Metrics Архивная копия от 30 августа 2016 на Wayback Machine — ТАСС, 26 июля 2016 года
- КиберЛенинка посчитает науку — STRF, 13 апреля 2016 года
- Interview with CyberLeninka’s Chief Strategy Officer Архивная копия от 15 сентября 2016 на Wayback Machine — Open and shut? (Richard Poynder), 17th January 2016
- «КиберЛенинка» оказалась третьей в мире по качеству индексирования Google Scholar Архивная копия от 16 сентября 2016 на Wayback Machine — N+1, 3 августа 2015 года
- Как «КиберЛенинка» вывела Россию в лидеры открытого доступа к научным работам Архивная копия от 7 мая 2016 на Wayback Machine — Теплица социальных технологий[вд], 30 июля 2015 года
- КиберЛенинка — научные статьи, доступные каждому Архивная копия от 22 февраля 2019 на Wayback Machine — Чердак, 8 июля 2015 года
- Как в России открыли доступ к науке Архивная копия от 22 февраля 2019 на Wayback Machine — Чердак, 29 июня 2015 года
- КиберЛенинка": старт в ноосферу Архивная копия от 4 апреля 2016 на Wayback Machine — Newtonew, 24 июня 2015 года
- Россия вошла в пятерку европейских стран по количеству статей в открытом доступе Архивная копия от 16 сентября 2016 на Wayback Machine — N+1, 1 июня 2015 года
- Кибернаучный коммунизм, или Чем дышит «Новая Ленинка» Архивная копия от 24 декабря 2013 на Wayback Machine — Университетская книга, сентябрь 2013 года, сс. 56-60
- «КиберЛенинка» — открытый доступ к российской науке Архивная копия от 24 декабря 2013 на Wayback Machine — Троицкий вариант, 13 августа 2013 года. ТрВ № 135, c. 16
- КиберБиблиотека: открытая наука, немного коммунизма и борьба с плагиатом Архивная копия от 30 декабря 2013 на Wayback Machine — Частный корреспондент, 18 июня 2013 года
- «КиберЛенинка»: свободный доступ к науке — РГБ, 11 июня 2013 года
- «КиберЛенинка»: научные работы выложены в свободный доступ Архивная копия от 12 октября 2016 на Wayback Machine — CNews, 4 сентября 2013 года